# Nadia Cortassa
Nadia Cortassa née le 5 janvier 1978 à Turin est une triathlète professionnelle italienne, multiple championne d'Italie de triathlon. Avec neuf titres, elle détient le record de victoire sur ce championnat national.

## Biographie
Nadia Cortassa finit à la cinquième place aux Jeux olympiques d'été de 2004.

## Palmarès
Le tableau présente les résultats les plus significatifs (podium) obtenus sur le circuit national et international de triathlon depuis 2001,.
| Année | Compétition                                           | Pays     | Position           | Temps           |
| ----- | ----------------------------------------------------- | -------- | ------------------ | --------------- |
| 2008  | Championnats d'Europe de triathlon                    | Portugal | Médaille d'argent  | 2 h 6 min 24 s  |
| 2007  | Championnat d'Italie                                  | Italie   | Médaille d'or      | Timing          |
| 2006  | Championnat d'Italie                                  | Italie   | Médaille d'or      | Timing          |
| 2006  | Championnat du monde de triathlon par équipes féminin | Mexique  | Médaille d'or      | 1 h 5 min 11 s  |
| 2006  | Championnats d'Europe de triathlon                    | France   | Médaille de bronze | 2 h 11 min 54 s |
| 2005  | Championnat d'Italie                                  | Italie   | Médaille d'or      | Timing          |
| 2005  | Championnats d'Europe de triathlon                    | Suisse   | Médaille de bronze | 2 h 9 min 2 s   |
| 2004  | Championnat d'Italie                                  | Italie   | Médaille d'or      | Timing          |
| 2004  | Coupe d'Europe - l'étape de Tarzo                     | Italie   | Médaille d'or      | 2 h 4 min 27 s  |
| 2003  | Championnat d'Italie                                  | Italie   | Médaille d'or      | Timing          |
| 2003  | Coupe d'Europe - l'étape de Tarzo                     | Italie   | Médaille d'or      | 2 h 5 min 43 s  |
| 2003  | Championnats d'Europe de triathlon                    | Tchéquie | Médaille d'argent  | 2 h 10 min 31 s |
| 2003  | Coupe du monde - l'étape de Tiszaújváros              | Hongrie  | Médaille d'argent  | 1 h 57 min 15 s |
| 2002  | Championnat d'Italie                                  | Italie   | Médaille d'or      | Timing          |
| 2002  | Coupe d'Europe - l'étape de Tarzo                     | Italie   | Médaille d'or      | 2 h 10 min 52 s |
| 2002  | Coupe d'Europe - l'étape de Zundert                   | Pays-Bas | Médaille d'or      | 1 h 56 min 32 s |
| 2001  | Championnat d'Italie                                  | Italie   | Médaille d'or      | Timing          |
| 2001  | Coupe d'Europe - l'étape de Palerme                   | Italie   | Médaille d'or      | 2 h 3 min 19 s  |